# 拉賈斯法利烏帕齊拉
拉賈斯法利乌帕齐拉是孟加拉国蘭加馬蒂縣的一个乌帕齐拉，位於吉大港专区的蘭加馬蒂縣。。

## 人口
據1991年孟加拉國人口普查，拉賈斯法利共有戶數3,353戶，人口17198人。其中男性佔比53.84%，女性佔比46.16%；成年人口9,278人。該地7歲以上人口之平均識字率為25.7%。